# Jacobo Francisco Fitz-James Stuart y Burgh
Jacobo Francisco Fitz-James Stuart o James Francis Fitz-James Stuart o Jacobo Francisco Fitz-James Stuart y Burgh (Santo-Germain-en-Laye, Francia, 21 de octubre de 1696 – Nápoles, Italia, 2 de junio de 1738) era un jacobita y un noble español que fue el II duque de Berwick.
Heredó los títulos en la nobleza jacobita y española tras la muerte de su padre en la batalla  de Philippsburg, en 1734, durante la Guerra de la Sucesión polaca. Fue también duque consorte de Veragua y duque consorte de la Vega y marqués consorte de cuatro títulos más por su matrimonio español en 1716. Su títulación completa era II duque de Berwick, II conde de Tinmouth, II Barón Bosworth, II duque de Liria y Xerica, Grande de España de primera clase (de 1716), caballero de la Orden del Toison de oro (de 29 de septiembre de 1714), así como el titular de varios marquesados.

## Familia

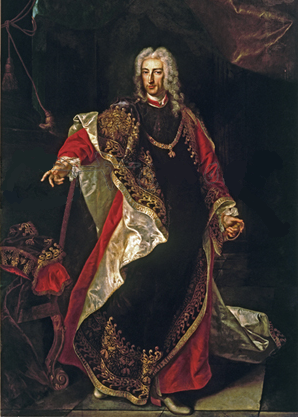
James Fitz-James Stuart, II duque de Berwick

El padre de Jacobo Francisco Fitz-James Stuart fue James Fitz-James, I duque de Berwick, un hijo ilegítimo del rey Jacobo II de Inglaterra y de su amante Arabella Churchill, hermana de John Churchill, I duque de Marlborough.
Su madre fue Honora Burke (1675–1698), segunda hija de William Burke, (m. 1687), VII conde de Clanricarde, y viuda del jacobita irlandés y noble Patrick Sarsfield, I conde de Lucan. Desafortunadamente, su madre murió joven en Pezenas, en el Languedoc, en el sur de Francia, el 16 de enero de 1698, cuando él tenía menos de 18 meses.
Su padre se casó nuevamente y así que el II duque de Berwick tuvo 12 medios hermanos más jóvenes y medias hermanas, su medio hermano más joven fue el origen de la línea de duques franceses de Fitzjames (un título extinguido en 1967).

## Matrimonio y fallecimiento
El 31 de diciembre de 1716, el futuro II duque de Berwick devino en el segundo marido de la viuda Catalina Ventura Colón de Portugal, ¿VIII? duquesa de Veragua y VIII duquesa de la Vega. (14 de julio de 1690 – 3 de octubre de 1739). Catalina Ventura era la hija de Pedro Manuel Nuño Colón de Portugal, (25 de diciembre de 1651 - 9 de septiembre de 1710). Esto hizo que Jacobo también fuera duque consorte de Veragua y del ducado de la Vega.
Tuvieron seis niños, de los cuales cuatro sobrevivieron a edad adulta:
- Jacobo Francisco Fitz-James Stuart y Colón de Portugal, III duque de Berwick (28 de diciembre de 1718 - 30 de septiembre de 1785), quién casó el 26 de julio de 1738 con María Teresa de Silva y Álvarez de Toledo -hija de Manuel José de Silva y Toledo, X conde de Galve y de María Teresa Álvarez de Toledo y Haro, XI duquesa de Alba de Tormes; y hermana de Fernando de Silva y Álvarez de Toledo, XII duque de Alba de Tormes-.
- Pedro de Alcántara Fitz-James Stuart y Colón de Portugal (1720–1791), casado con María Benita de Rozas y Drummond.
- Ventura Fitz-James Stuart y Colón de Portugal (1724 - ¿?), casado con María Josefa Gagigal y Monserrat, tuvo 1 hijo.
- María Guadalupe Fitz-James Stuart y Colón de Portugal (1725–1750), casada con Francesco Maria Pico, duque de Mirandola.

## Carrera
El anglo-franco-español Jacobo (James) Fitz-James Stuart estuvo empleado por Isabel de Parma para conseguir sus propósitos militares, interviniendo en las batallas de tierra y mar de 1717 a 1719 para recuperar Nápoles de sus gobernantes austriacos y Sicilia del Ducado de Saboya, por ello creando el Reino de las Dos Sicilias. Luchó como coronel de los Regimientos irlandeses de España y teniente general de los Ejércitos Reales españoles, siendo promovido a mariscal de campo en febrero de 1724.
Él luego sirvió como embajador español en Rusia bajo el zar Pedro II de Rusia (diciembre 1726 a 1730), llevando a Ricardo Wall (1694–1777), más tarde secretario del Consejo de Estado en el gobierno español. Durante su tiempo en Rusia fue hecho caballero de la Orden de San Andrés (28 de marzo de 1728), caballero de la Orden rusa de Alejandro Nevsky y de la Nobilísima Orden de la Jarretera (por el pretendendiente James Stuart el 3 de abril de 1727). De 1730 a 1733 Stuart fue embajador en Viena, y desde 1733 hasta su muerte en 1738 fue embajador del recuperado Reino de Nápoles (llevando a Wall con él otra vez en ambas misiones).

## Ascendencia
Jacobo FitzJames Stuart era nieto del rey Jacobo II de Inglaterra (James II), puesto que su padre, James Fitz-James, I duque de Berwick, era hijo ilegítimo de este rey, habido con su amante Arabella Churchill.